# Blloku

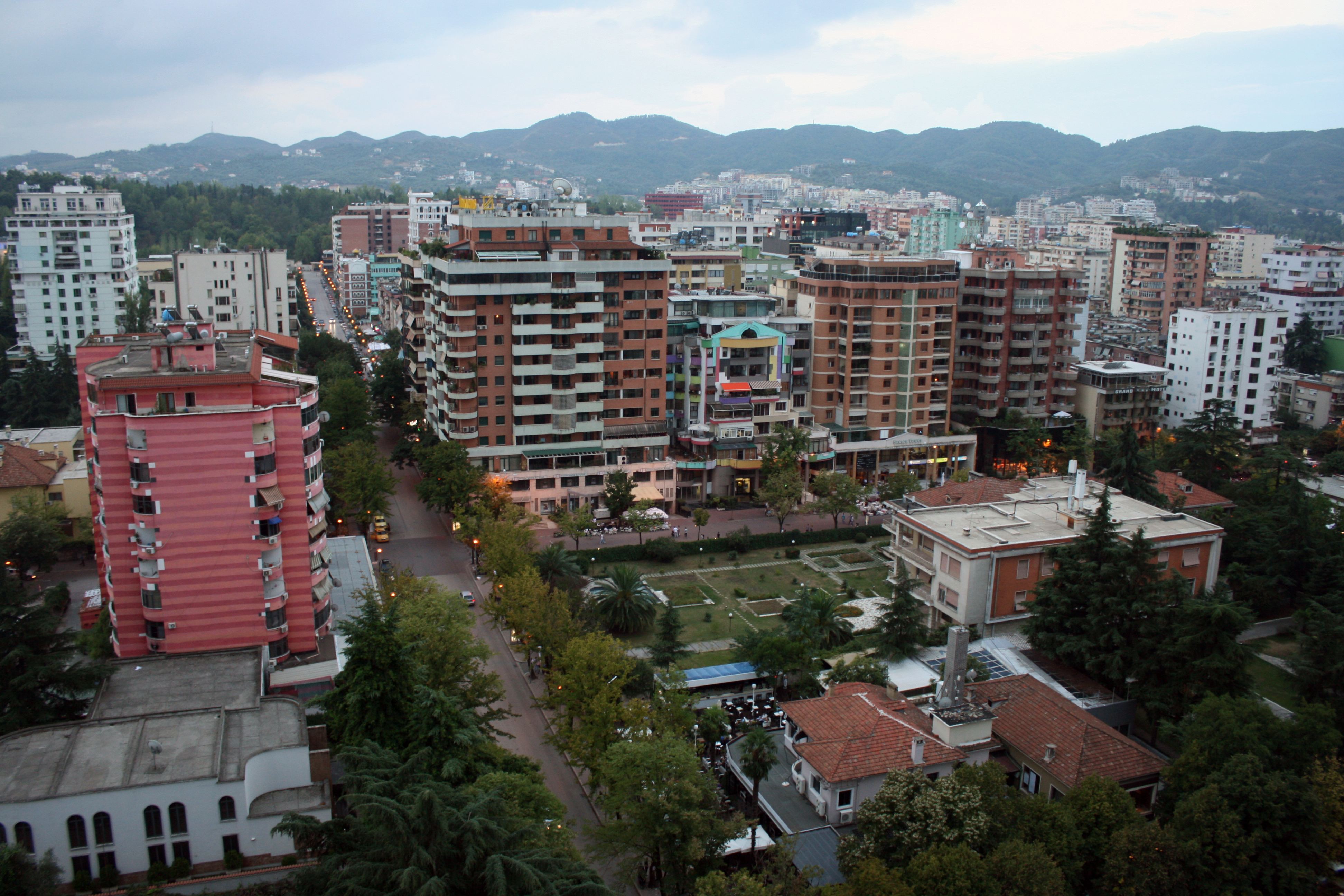
Blick auf das Viertel vom Sky Tower mit dem noch immer unveränderten Garten und Haus von Enver Hoxha

Blloku (albanisch auch Bllok) ist ein Stadtteil im Zentrum der albanischen Hauptstadt Tirana.

## Lage
Der Stadtteil liegt gleich südlich der Lana und westlich der Hauptstraße Bulevardi Dëshmorët e Kombit. Der ursprüngliche Teil wurde im Westen von Rruga Sami Frashëri und im Süden von der Rruga Abdyl Frashri begrenzt. Heute werden auch noch kleine Gebiete weiter südlich und westlich bis zum Selman-Stërmasi-Stadion dem Blloku zugerechnet.

## Geschichte
Das Gebiet südlich der Lana wurde erst in den 1930er Jahren, als sich die junge Hauptstadt rasch entwickelte, in die Stadtplanung einbezogen und allmählich durch den Bau des Boulevards und einiger Regierungsgebäude erschlossen. Im Gebiet des Blloku wurden vor allem Villen errichtet, in denen die Elite des Landes ein Zuhause fand. Noch um das Jahr 1940 standen hier nur einzelne Häuser.
Nach dem Zweiten Weltkrieg und der Machtübernahme durch die Kommunisten wurden die Besitzer der Häuser im Blloku enteignet. Das Gebiet wurde zum abgesperrten Wohngebiet für die Staatsführung Albaniens – ähnlich zu Wandlitz bei Berlin. Die Öffentlichkeit hatte keinen Zutritt zu diesem von Soldaten abgeschirmten Stadtteil im Herzen Tiranas. Einzig die Nomenklatura der Sozialistischen Volksrepublik verkehrte hier. Zu den Bewohnern des Viertels gehörten unter anderen Enver Hoxha, Hysni Kapo, Mehmet Shehu, Manush Myftiu, Beqir Balluku, Koço Theodhosi, Ramiz Alia, Rita Marko, Haki Toska, Xhafer Spahiu und Spiro Koleka.
Nach dem Zusammenbruch des kommunistischen Systems wurden die nun leerstehenden Häuser zum Teil von internationalen Organisationen übernommen. Auf den Freiflächen im Viertel wurden bald erste Cafés errichtet, später hohe Häuser gebaut.

## Gegenwart

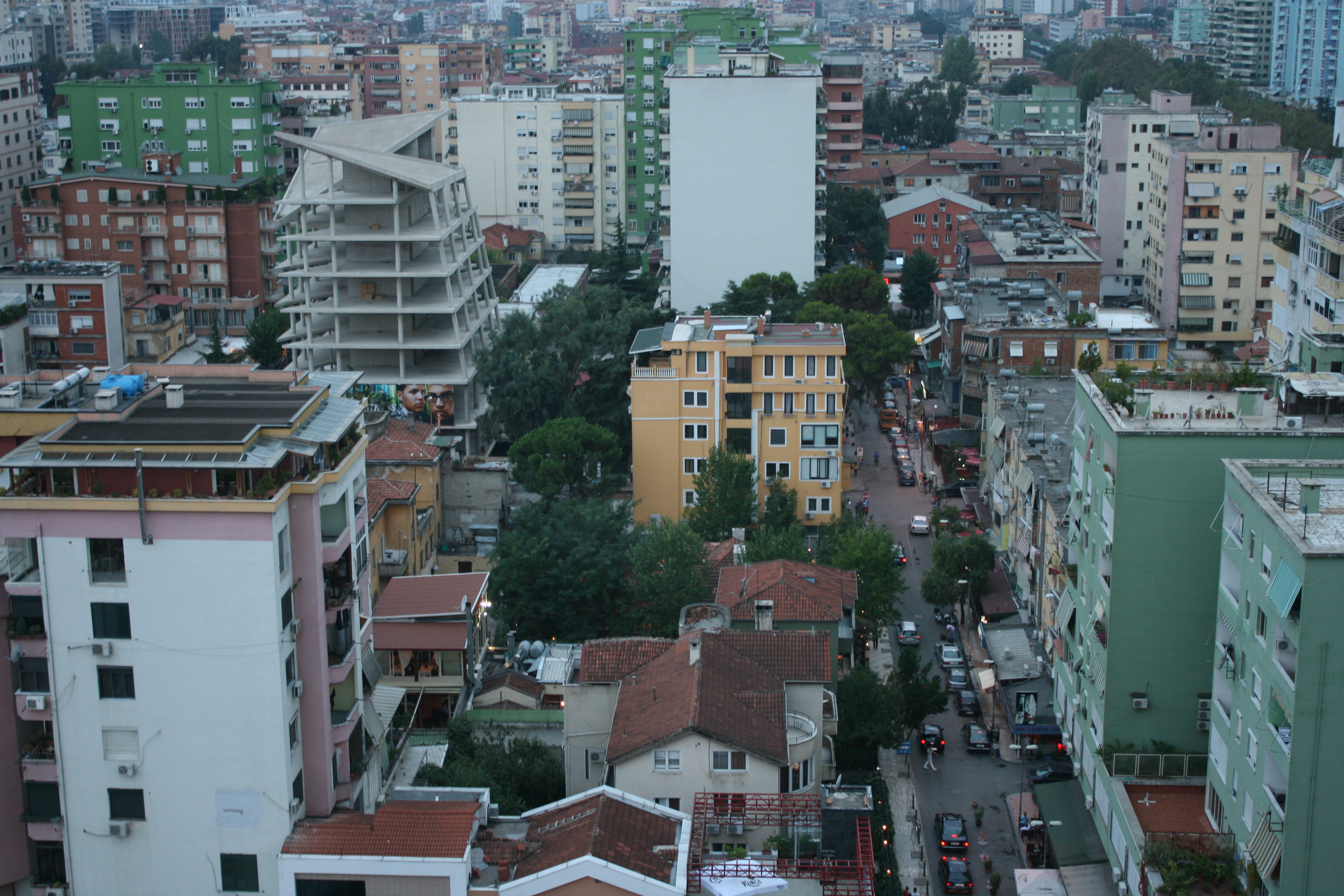
Immer mehr Neubauten prägen heute das Viertel

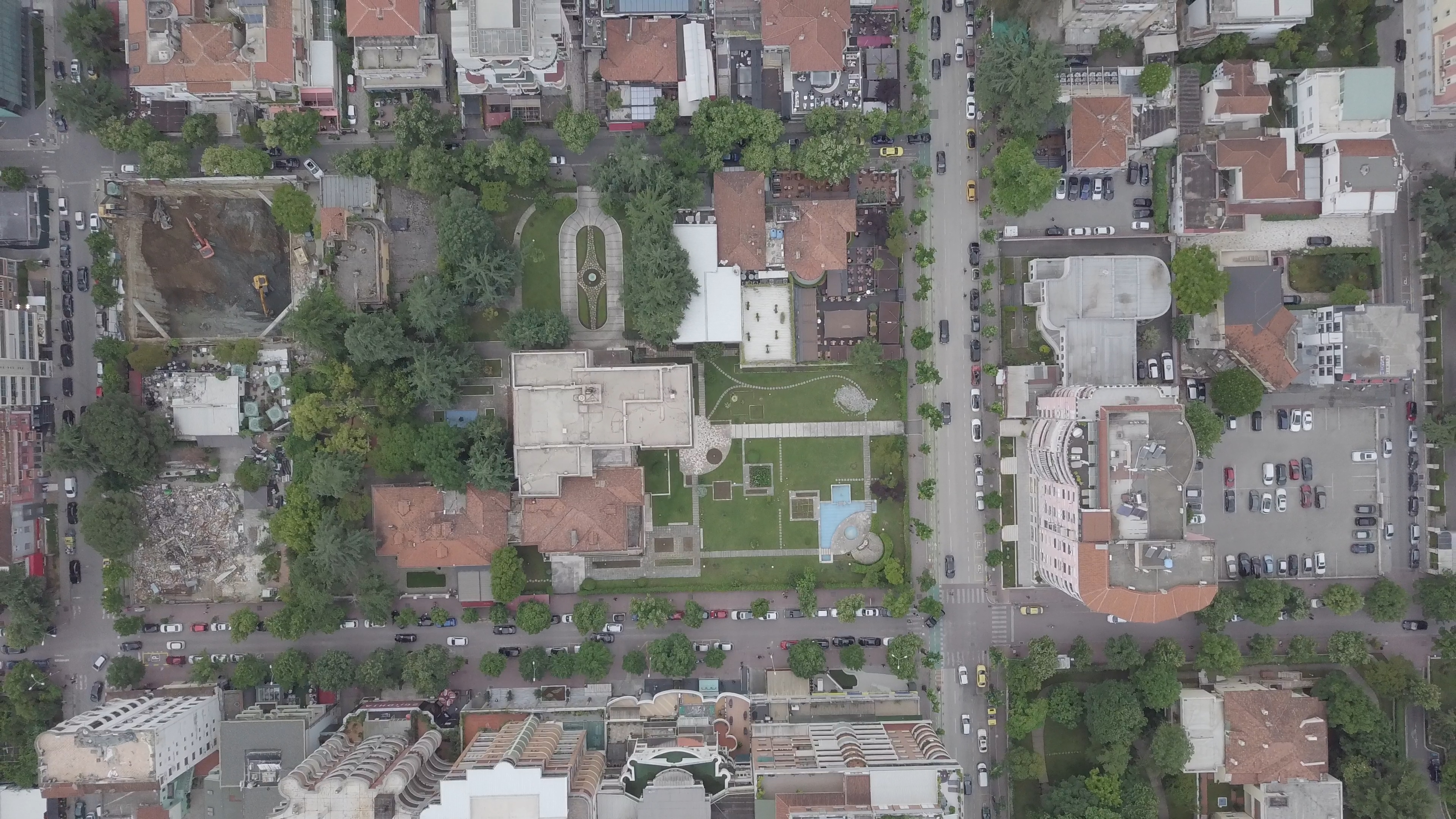
Hoxha-Villa und Umgebung aus der Luft

Das Viertel ist heute ein Vergnügungsviertel mit zahlreichen Bars, Restaurants, Cafés, Hotels und Läden. Der Sky Tower mitten im Viertel war einst das höchste Gebäude Albaniens. Gleich daneben befinden sich die Schweizer und die Russische Botschaft. Am Boulevard Dëshmort e Kombit liegen am Eingang zum Viertel Regierungsgebäude, Parlamentsbüros und Parkanlagen, darunter das Postbllok-Monument, das an die Verbrechen der kommunistischen Herrschaft erinnert.
Die Villa von Enver Hoxha steht noch immer leer und wird von Soldaten bewacht. Die Villa von Mehmet Shehu ist heute ein Gästehaus der Regierung.

„Die albanische Jugend hat Blloku zurückerobert. Das Block-Viertel, in dem sich einst die kommunistischen Funktionäre vor dem Volk versteckten, ist laut und frech. Verschüchtert duckt sich die Villa des Ex-Diktators Enver Hodscha in diesem Trubel, ein kleinlautes Denkmal kommunistischer Tyrannei.“